# W.E.S.T.
W.E.S.T. – francuska seria komiksowa autorstwa scenarzystów Xaviera Dorisona i Fabiena Nury'ego oraz rysownika Christiana Rossiego. Ukazywała się w latach 2003–2011 nakładem wydawnictwa Dargaud. Po polsku opublikowała ją oficyna Taurus Media.

## Fabuła
Seria utrzymana jest w konwencji westernu z elementami political fiction i horroru. Początek XX wieku. Grupa tajnych agentów w służbie Białego Domu ma za zadanie stawić czoło mrocznym siłom zagrażającym bezpieczeństwu Stanów Zjednoczonych. Drużyna nosi nazwę W.E.S.T (skrót od Weird Enforcement Special Team). Ich szefem jest Anglik nazwiskiem Morton Chapel. 

## Tomy
| Tom | Tytuł i rok wydania polskiego | Tytuł i rok wydania angielskiego |
| --- | ----------------------------- | -------------------------------- |
| 1   | Upadek Babilonu (2012)        | La Chute de Babylone (2003)      |
| 2   | Century Club (2012)           | Century Club (2005)              |
| 3   | El Santero (2013)             | El Santero (2006)                |
| 4   | 46 Stan (2014)                | Le 46e État (2008)               |
| 5   | Megan (2014)                  | Megan (2009)                     |
| 6   | Seth (2015)                   | Seth (2011)                      |